# Jason Withe
Jason Withe (Liverpool, 16 agosto 1971) è un allenatore di calcio ed ex calciatore inglese, di ruolo attaccante, tecnico dello United City.

## Biografia
Suo padre Peter è stato a sua volta un calciatore professionista.

## Carriera

### Giocatore
Dopo aver giocato nelle giovanili del West Bromwich ha trascorso la stagione 1989-1990 da aggregato alla prima squadra dei Baggies, nella seconda divisione inglese, senza però mai esordirvi; nel 1990 ha poi giocato 3 partite nella seconda divisione finlandese con il KPV Kokkola. Nel biennio seguente ha militato per brevi periodi in vari club professionistici inglesi (Burnley, Crewe Alexandra e Stockport County), senza di fatto comunque mai giocare in prima squadra; ha poi chiuso la carriera nel 1993, all'età di 22 anni, dopo due stagioni trascorse giocando a livello semiprofessionistico rispettivamente con Stafford Rangers e Telford Utd.

### Allenatore
Dopo il ritiro ha lavorato per alcuni anni a Birmingham City ed Aston Villa con ruoli tecnici nello staff dirigenziale del club e come allenatore delle giovanili, per poi nel 1999 trasferirsi al BEC Tero Sasana, club della prima divisione thailandese, con cui rimane per due anni (dal 1999 al 2001) vincendo sia il campionato che la Kor Royal Cup nella sua prima stagione nel club; dal 1999 al 2002, parzialmente in parallelo a tale ruolo, è stato inoltre anche vice allenatore della nazionale thailandese, il cui allenatore era suo padre Peter. Dal 2001 al 2002 ha invece allenato l'Home Utd, club della prima divisione di Singapore, con cui nel 2001 ha anche vinto una coppa nazionale. Dal 2003 al 2005 ha invece allenato nuovamente nella prima divisione thailandese, questa volta al Bangkok Utd. In seguito ha lavorato come vice allenatore della nazionale indonesiana (allenata dal padre), ruolo che ha mantenuto fino al 2007.
Successivamente è tornato in patria dove ha lavorato prima come responsabile del settore giovanile dell'Aldershot Town e poi come osservatore per il Norwich City. Durante questi anni in parallelo a tali incarichi ha anche ricoperto dei ruoli dirigenziali in due club semiprofessionistici (Knowle e Southam United, mentre nel 2011 è diventato responsabile del settore giovanile della sezione femminile del Leicester City. Nel 2014 è tornato in Thailandia, al Songkhla Utd, per poi allenare nel 2015 il Nakhon Pathom Utd e dal 2016 Sukhothai, con cui è rimasto fino al 2017 e con cui nel 2016 ha vinto la Thai FA Cup. Successivamente ha allenato S.P. Samut Prakan e Deffo, rispettivamente nella prima e nella terza divisione thailandese. Dal 2021 allena lo United City, club della prima divisione delle Filippine, con cui ha anche partecipato alla fase a gironi della AFC Champions League 2021, conclusa con un terzo posto.

## Palmarès

### Allenatore

#### Competizioni nazionali
- Thai League 1: 1

BEC Tero Sasana: 2000
- Kor Royal Cup: 1

BEC Tero Sasana: 2000
- Coppa di Singapore: 1

Home United: 2001
- Thai FA Cup: 1

Sukhothai: 2016